# Cuadratura de los polígonos

Polígono convexo con cinco lados desiguales

La cuadratura de un polígono o la cuadratura de figuras lineales es una tarea que forma parte de las cuestiones estudiadas por la geometría clásica. Consiste en utilizar las herramientas euclidianas (regla y compás) para dibujar un cuadrado con un área del mismo tamaño que un polígono convexo o cóncavo dado.
Este artículo solo se ocupa de polígonos irregulares. La cuadratura del rectángulo se describe en detalle en un artículo separado.

## Situación inicial
Johann Friedrich Lorenz describe en su libro Euklids Elemente, del año 1781, la solución de esta cuadratura "A partir de una figura rectilínea dada A, determinar un cuadrado de igual área".
Los siguientes teoremas matemáticos de Euclides se utilizan para abordar la tarea:
1. Conversión de un triángulo en un paralelogramo con la misma área.[2][3]
2. Conversión de una figura lineal en un paralelogramo con la misma área.[4]
3. El teorema de la media geométrica en un triángulo rectángulo.

## Método
Se toma como ejemplo el pentágono irregular KLMNO para aclarar el problema de cuadrar polígonos convexos con más de cuatro lados.
Primero, el área del polígono se divide en triángulos, es decir, a partir de un vértice del polígono libremente seleccionable, marcado como O, se dibujan las diagonales. Esto da como resultado el menor número posible de triángulos; en el ejemplo están los tres triángulos KLO (amarillo), LMO (rojo) y MNO (verde).
El siguiente paso es dibujar las alturas de los triángulos PK, QM y RN; y dividirlas por la mitad; obteniéndose los puntos S, T y U.
A continuación, la diagonal LO (alternativamente, la diagonal MO) se traza como un segmento BE en línea recta.
De la fórmula para determinar el triángulo amarillo {\displaystyle F={\frac {a\cdot h}{2}}}, a corresponde a la diagonal LO y h a la línea recta PK, el área rectangular amarilla se puede determinar y utilizado F=BE·BS1. En consecuencia, esto también se aplica al triángulo rojo LMO y al rectángulo rojo T1WVS1.
La conversión del triángulo verde MNO requiere un poco más de esfuerzo, porque su línea base MO es más corta que la longitud del lado T1W que ahora se debe tener en cuenta. Después de la primera conversión del triángulo verde MNO en el rectángulo de color lila U1ZM1T1, se continúa con una segunda conversión en un rectángulo con la longitud del lado T1W.
Primero, el punto U1 se conecta al punto W y la línea EW se alarga un poco. Una paralela al segmento U1W desde el punto Z construida posteriormente da como resultado el punto de intersección D.
La siguiente paralela a la línea T1W desde el punto D crea el rectángulo verde CDWT1 con el mismo tamaño de área que el triángulo verde MNO; véase el proceso detallado en la animación Triángulo MNO convertido en un rectángulo con un área del mismo tamaño para un lado del rectángulo dado T1W. Para ilustrar la conversión paso a paso, el triángulo verde MNO tiene una forma diferente en la animación.
La cuadratura del rectángulo así compuesto CDEB comienza con la extensión de su lado BE y un cuarto de círculo con el radio ED alrededor del punto E; esto da como resultado el punto de intersección F.
Después de dividir por la mitad el segmento BF en el punto G, construir el teorema de Tales apoyándose en G y extender el lado del rectángulo DE hasta el círculo de Tales; el resultado es la intersección H. El segmento EH es el primer lado del cuadrado que se está buscando, cuyo área es la misma que la del pentágono irregular dado.